# 國會宮 (布加勒斯特)

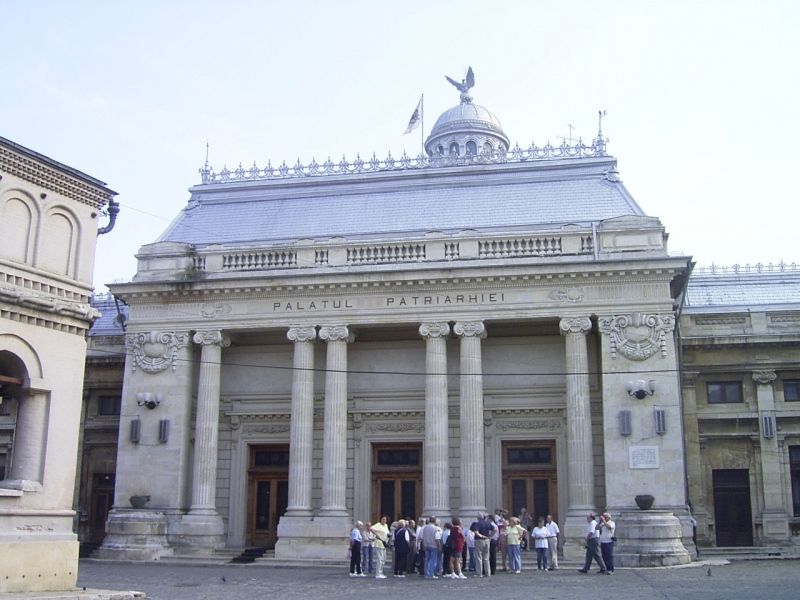
國會宮

國會宮（羅馬尼亞語：Palatul Camerei Deputaţilor）是羅馬尼亞首都布加勒斯特的一座建築。這座建築曾長期是羅馬尼亞立法機關的辦公地點，羅馬尼亞王國議會及共產黨時期的大國民議會都在這裡辦公。1989年羅馬尼亞革命之後，羅馬尼亞眾議院也曾在這裡辦公到1997年。

## 外部連結
- （罗马尼亚文） Description from an official site of the Romanian Orthodox Church

44°25′27″N 26°05′52″E / 44.42406°N 26.09789°E